# Polly Samson

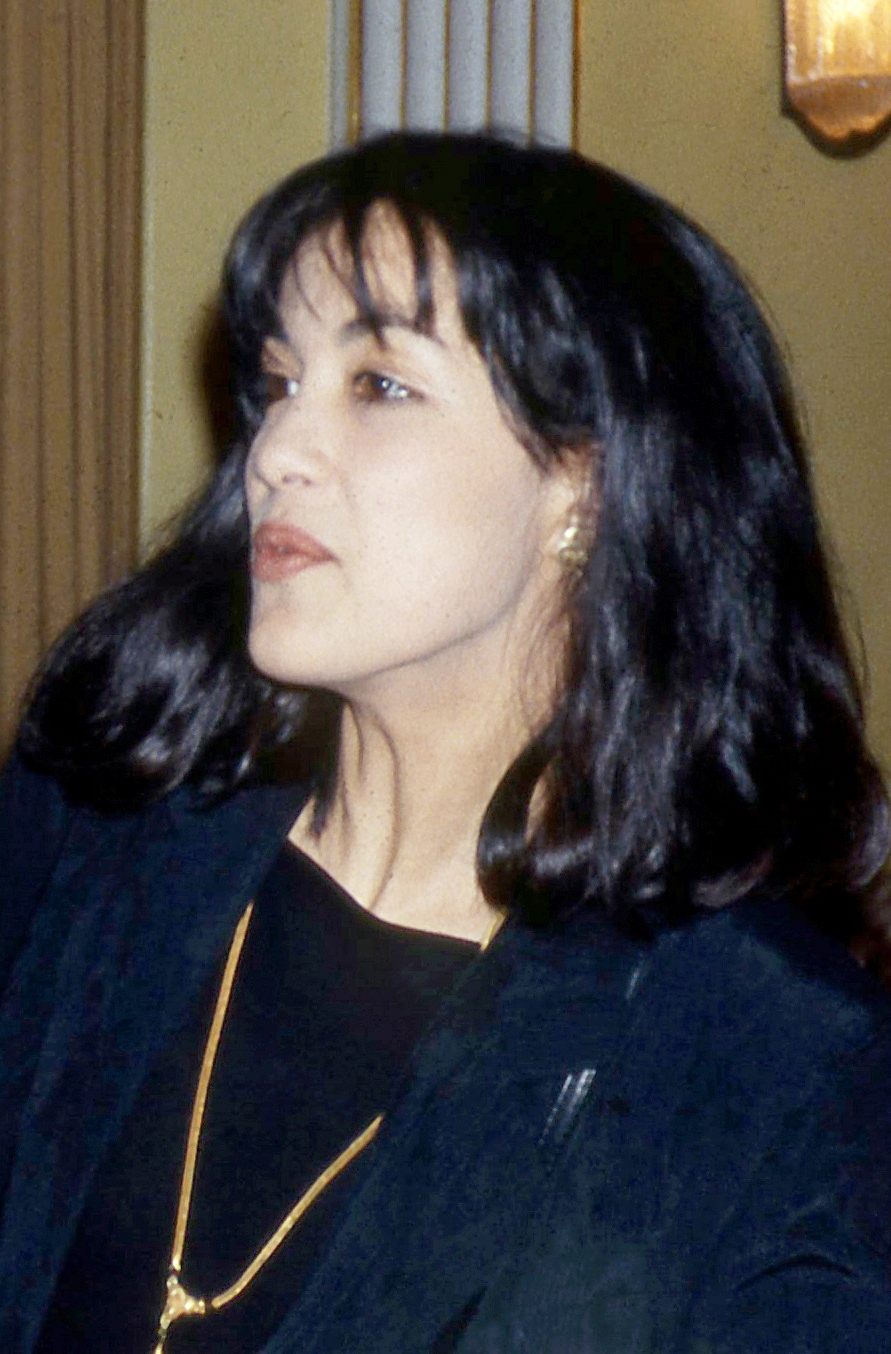
Polly Samson (1991)

Polly Samson (* 29. April 1962 in London) ist eine britische Schriftstellerin, Liedtexterin, Journalistin und Sängerin.

## Leben
Samsons Vater Lance Samson (1928–2013) kam mit einem Kindertransport aus Hamburg nach England. Er wurde  Zeitungsjournalist und diplomatischer Korrespondent für die Zeitung Morning Star. Polly Samsons Mutter ist die chinesische Schriftstellerin Esther Cheo Ying (* 1932).
Nach einer schwierigen Kindheit arbeitete Samson in der Verlagsbranche. Dort lernte sie den Schriftsteller Heathcote Williams kennen, mit dem sie ihren ersten Sohn Charlie bekam. Nach der Geburt war sie ohne Wohnung und wurde von der Journalistin Cassandra Jardine (1954–2012) aufgenommen.
Nachdem sie sich von Williams getrennt hatte, traf Samson den Gitarristen und Sänger David Gilmour von Pink Floyd, den sie im Jahr 1994 während der Tour zum Pink-Floyd-Album The Division Bell heiratete. Das Ehepaar lebt in West Sussex. Samsons Sohn Charlie wurde von Gilmour adoptiert, das Paar hat gemeinsam drei weitere Kinder.
Sie schreibt Kurzgeschichten für BBC Radio 4 und hat eine Zusammenstellung dieser Geschichten unter dem Titel Lying in Bed (Virago 1999) veröffentlicht. Weitere Veröffentlichungen von Samson sind Out of the Picture (Virago 2000), Gas and Air (Bloomsbury 2003), Girls Night In (Harper Collins 2000), A Day in the Life (Black Swan 2003), und ein Beitrag in den Just When Stories (Beautiful Books 2010).
Für die Pink-Floyd-Alben The Division Bell (sieben Titel) und The Endless River (2014, ein Titel) verfasste sie Songtexte, ebenso für die Gilmour-Alben On an Island (2006, sechs Titel), Rattle That Lock (2015, fünf Titel) und Luck and Strange (2024, sieben Titel). Auf dem vorletzten Album trat sie auf dem Stück Today erstmals als Sängerin in Erscheinung.

## Werke (Auswahl)
- Lying in Bed. Virago 1999.
  - Kissenschlacht. Aus dem Engl. von Ulrike Wasel und Klaus Timmermann, Malik 1999, ISBN 978-3890291307.
- Out of the Picture. Virago 2000.
  - Stell dir vor. Roman, aus dem Engl. von Ulrike Wasel und Klaus Timmermann, Piper 2001, ISBN 978-3492270175.
- Perfect Lives. Virago 2010.
- The Kindness. Bloomsbury 2015.
  - Aus Freundlichkeit. Roman, aus dem Engl. von Bernhard Robben, Ullstein 2022, ISBN 3550201435.
- A Theatre for Dreamers. Bloomsbury 2020, ISBN 978-1526600554.
  - Sommer der Träumer. Roman, aus dem Engl. von Bernhard Robben, Ullstein 2021, ISBN 3550201427.